# ヘルウィン・アンカハス
ヘルウィン・アンカハス（Jerwin Ancajas、1992年1月1日 - ）は、フィリピンのプロボクサー。北ダバオ州パナボ出身。元IBF世界スーパーフライ級王者。

## 来歴
2009年7月29日、北サンボアンガ州ポランコでフライ級4回戦を行い、初回48秒TKO勝ちを収めデビュー戦を白星で飾った。
2010年5月25日、セブ市マボロ地区でエルヴィン・ヤモとフライ級4回戦を行い、初回に偶然のバッティングでアンカハスが左目を負傷し、試合続行不可能と判断され負傷判定で引き分けた。
2011年4月16日、バタンガス州リパでレックス・ティトとWBOアジア太平洋スーパーフライ級ユース王座決定戦を行い、10回3-0(2者が97-93、99-91)の判定勝ちを収め王座獲得に成功した。
2012年3月17日、セブ州ラプ＝ラプ市でマーク・アンソニー・ヘラルドと対戦し、10回0-2（94-97、92-98、95-95）の判定負けを喫しWBOアジア太平洋スーパーフライ級ユース王座の初防衛に失敗、王座から陥落した。
2013年8月30日、ケソン州ルセナでアルマンド・コサとフィリピンルソン島バンタム級王座決定戦を行い、4回59秒TKO勝ちを収め王座獲得に成功した。
2014年5月3日、ダバオでペッワンチャイ・ソー・ウィセキッとIBFパンパシフィックスーパーフライ級王座決定戦を行い、初回2分16秒KO勝ちを収め王座獲得に成功した。
2015年11月、IBFがIBF世界スーパーフライ級王者マックジョー・アローヨと指名試合を行うよう指令を出した。12月8日までに合意に達しない場合は入札になるとのこと。
2016年2月2日、IBF世界スーパーフライ級王者マックジョー・アローヨとの指名試合の入札はマニー・パッキャオ率いるMP・プロモーションズも参加したがアローヨを擁するプロモーターのサンプソン・リューコイツ（サンプソン・ボクシング）が2万5千ドル（約290万円）で落札を許した。ファイトマネーの配分が王者85%：挑戦者15%というIBF規定によりアローヨの報酬は2万1250ドル（約250万円）、アンカサスは3750ドル（約40万円）となった。
2016年4月16日、カヴィテ州バコールのストライク・コロシアムでIBF世界スーパーフライ級王者マックジョー・アローヨと対戦し王座獲得を目指す予定だったが、アローヨがアメリカで試合ができないことを理由にアウェーでの試合に不満を示していた。そして公開練習直前になってアローヨが怪我を理由に土壇場でキャンセルした。その後病院で検査した結果左拳を骨折していたことが分かり延期となった。
2016年9月3日、タギッグのフラド・ホール・オブ・ザ・フィリピン・マリーン・コープでIBF世界スーパーフライ級王者マックジョー・アローヨと対戦し、12回3-0（118-109、115-112、117-110）の判定勝ちを収め王座獲得に成功した。
2017年1月29日、マカオのベネチアン・マカオ内コタイ・アリーナにて、元WBA世界ライトフライ級暫定王者でIBF世界スーパーフライ級14位のホセ・アルフレド・ロドリゲスと対戦し、ロドリゲスが7回終了時に棄権した為、初防衛に成功した。
2017年7月2日、ブリスベンのサンコープ・スタジアムでIBF世界スーパーフライ級3位の帝里木下と対戦し、7回1分53秒TKO勝ちを収め、2度目の防衛に成功した。
2017年11月18日、ベルファストのSSEアリーナでIBF世界スーパーフライ級4位のジェイミー・コンランと対戦し、6回52秒TKO勝ちを収め、3度目の防衛に成功した。
2017年12月22日、ボブ・アラムのトップランクと6試合の契約を交わした。
2018年2月3日、テキサス州コーパスクリスティのアメリカン・バンク・センターでIBF世界スーパーフライ級9位のイスラエル・ゴンサレスと対戦し、10回1分50秒TKO勝ちを収め、4度目の防衛に成功した。
2018年5月26日、カリフォルニア州フレズノのセーブ・マート・センターにて、IBF世界スーパーフライ級1位で、IBFインターコンチネンタルスーパーフライ級王者のジョナス・スルタンと対戦し、12回3-0（119-109×2、117-111）の判定勝ちを収め、5度目の防衛に成功した。この試合でアンカハスは7万5千ドル（約830万円）、スルタンは2万ドル（約220万円）のファイトマネーを稼いだ。
2018年9月28日、オークランドのオラクル・アリーナにてホセ・ウスカテギvsエズキエル・マデルナの前座でアレハンドロ・サンティアゴと対戦し、12回引き分け判定となるも、王座の防衛に成功した。
2019年5月4日、アメリカ・カリフォルニア州のストックトンアリーナで、 IBF世界スーパーフライ級1位でWBOアジア太平洋スーパーフライ級王者の船井龍一と対戦し、6回終了時に船井にドクターストップがかかりTKO勝ちとなり、7度目の防衛に成功した。
2019年11月2日、ジョナサン・ロドリゲスと防衛戦を行うことが決まっていたが、ロドリゲスのビザ発給問題で試合中止となった。
2020年4月11日、ザ・コスモポリタンでジョナサン・ロドリゲスと防衛戦を行うことが決まっていたが新型コロナウイルスの影響で試合延期になった。
2021年4月10日、約1年4カ月ぶりとなった試合をコネチカット州アンカスビルのモヒガンサン・カジノで、ジョナサン・ロドリゲスと対戦し、判定勝ちで9度目の防衛に成功した。
2022年2月26日、ネバダ州ラスベガスのザ・コスモポリタン内チェルシー・ボール・ルームでフェルナンド・マルティネスと対戦し、12回0-3（2者が110-118、111-117）の判定負けを喫し、王座から陥落した。
2022年10月8日、カリフォルニア州カーソンの ディグニティ・ヘルス・スポーツ・パーク・テニスコートにてセバスチャン・フンドラ対カルロス・オカンポの前座で、IBF世界スーパーフライ級王者フェルナンド・マルティネスとダイレクトリマッチで再戦し、12回判定負けを喫し王座獲得に失敗した。この試合でマルティネスは7万5千ドル（約1000万円）、アンカハスは10万ドル（約1400万円）のファイトマネーを稼いだ。
2024年2月24日、日本のリングに初登場。東京・両国国技館でWBA世界バンタム級王者井上拓真に挑戦し、9回44秒KOでキャリア初のKO負けを喫し2階級制覇に失敗した。
2024年9月22日、マニラ首都圏マンダルヨンのマンダルヨン・シティ・カレッジでフェザー級10回戦としてスクパスリード・ポンピタックと対戦し、5回中にポンピタックがアンカハスをコーナーに押し込みながらパンチを放つ反則行為を犯したため5回反則勝ちで再起に成功した。
2025年1月25日、北ラナオ州イリガンのパブリック・プラザでフィリピンGABスーパーバンタム級王座決定戦として2016年に当時のWBC世界スーパーフライ級王者だったカルロス・クアドラスに挑戦した経験を持つリッチー・メプラナムと対戦し、2回2分20秒TKO勝ちを収め王座獲得に成功した。

## 戦績
- プロボクシング：42戦 36勝 (24KO) 4敗 2分

| 戦           | 日付           | 勝敗 | 時間     | 内容     | 対戦相手                         | 国籍         | 備考                                            |
| ------------ | -------------- | ---- | -------- | -------- | -------------------------------- | ------------ | ----------------------------------------------- |
| 1            | 2009年7月27日  | ☆    | 1R 0:48  | TKO      | レイナルド・ブルアン             | フィリピン   | プロデビュー戦                                  |
| 2            | 2009年9月3日   | ☆    | 1R 1:02  | TKO      | シェルウィン・マクドランガイ     | フィリピン   |                                                 |
| 3            | 2009年9月25日  | ☆    | 4R       | 判定3-0  | ジミー・パイパ                   | フィリピン   |                                                 |
| 4            | 2010年5月15日  | △    | 1R 1:55  | 負傷引分 | エルビン・ヤモ                   | フィリピン   |                                                 |
| 5            | 2010年6月26日  | ☆    | 6R       | 判定3-0  | レオ・デ・ギア                   | フィリピン   |                                                 |
| 6            | 2010年8月7日   | ☆    | 1R 2:17  | TKO      | レドニー・ケソン                 | フィリピン   |                                                 |
| 7            | 2010年9月26日  | ☆    | 6R       | 判定3-0  | レオ・デ・ギア                   | フィリピン   |                                                 |
| 8            | 2010年11月20日 | ☆    | 3R 1:08  | TKO      | ジュリアス・アグコプラ           | フィリピン   |                                                 |
| 9            | 2010年12月22日 | ☆    | 8R       | 判定3-0  | メナード・ザラゴサ               | フィリピン   |                                                 |
| 10           | 2011年2月19日  | ☆    | 10R      | 判定3-0  | ピット・アナカヤ                 | フィリピン   |                                                 |
| 11           | 2011年4月16日  | ☆    | 10R      | 判定3-0  | レックス・ティト                 | フィリピン   | WBOアジア太平洋スーパーフライ級ユース王座決定戦 |
| 12           | 2011年8月6日   | ☆    | 8R 2:38  | TKO      | ジェイソン・エゲラ               | フィリピン   |                                                 |
| 13           | 2011年8月27日  | ☆    | 10R      | 判定3-0  | ジャン・ジン                     | 中国         |                                                 |
| 14           | 2011年12月23日 | ☆    | 10R      | 判定3-0  | ロデル・キラトン                 | フィリピン   |                                                 |
| 15           | 2012年3月17日  | ★    | 10R      | 判定0-2  | マーク・アンソニー・ヘラルド     | フィリピン   | WBOアジア太平洋ユース陥落                       |
| 16           | 2012年8月16日  | ☆    | 3R 終了  | TKO      | ジョン・ポール・バウチスタ       | フィリピン   |                                                 |
| 17           | 2012年9月21日  | ☆    | 10R 2:46 | TKO      | ホセ・タマヨ・ゴンザレス         | メキシコ     |                                                 |
| 18           | 2012年12月21日 | ☆    | 4R 終了  | TKO      | シュウ・ルンロン                 | 中国         |                                                 |
| 19           | 2013年8月30日  | ☆    | 4R 0:59  | TKO      | アルマンド・カサ                 | フィリピン   |                                                 |
| 20           | 2013年12月14日 | ☆    | 2R 1:58  | KO       | ライアン・ボンカウィル           | フィリピン   |                                                 |
| 21           | 2014年2月22日  | ☆    | 2R 1:30  | KO       | インタノン・シッチャモアン       | タイ         |                                                 |
| 22           | 2014年5月3日   | ☆    | 1R 2:16  | KO       | ペッチワンチャイ・ソービセキット | タイ         | IBF環太平洋スーパーフライ級王座決定戦           |
| 23           | 2014年8月23日  | ☆    | 1R 2:55  | TKO      | ラチャマット・サントソ           | インドネシア |                                                 |
| 24           | 2014年11月23日 | ☆    | 3R 1:48  | KO       | ファドヒリ・マジハ               | タンザニア   |                                                 |
| 25           | 2015年5月30日  | ☆    | 9R 1:57  | KO       | ファン・プリシマ                 | フィリピン   |                                                 |
| 26           | 2015年11月13日 | ☆    | 1R 0:35  | KO       | ポール・アポリナリオ             | フィリピン   |                                                 |
| 27           | 2016年9月3日   | ☆    | 12R      | 判定3-0  | マックジョー・アローヨ           | プエルトリコ | IBF世界スーパーフライ級タイトルマッチ           |
| 28           | 2017年1月29日  | ☆    | 7R 終了  | TKO      | ホセ・アルフレド・ロドリゲス     | メキシコ     | IBF防衛1                                        |
| 29           | 2017年7月2日   | ☆    | 7R 1:53  | TKO      | 帝里木下（千里馬神戸）           | 韓国         | IBF防衛2                                        |
| 30           | 2017年11月18日 | ☆    | 6R 0:52  | TKO      | ジェイミー・コンラン             | イギリス     | IBF防衛3                                        |
| 31           | 2018年2月3日   | ☆    | 10R 1:50 | TKO      | イスラエル・ゴンザレス           | メキシコ     | IBF防衛4                                        |
| 32           | 2018年5月26日  | ☆    | 12R      | 判定3-0  | ジョナス・スルタン               | フィリピン   | IBF防衛5                                        |
| 33           | 2018年9月28日  | △    | 12R      | 判定1-1  | アレハンドロ・サンティアゴ       | メキシコ     | IBF防衛6                                        |
| 34           | 2019年5月4日   | ☆    | 6R 終了  | TKO      | 船井龍一（ワタナベ）             | 日本         | IBF防衛7                                        |
| 35           | 2019年12月7日  | ☆    | 6R 1:53  | TKO      | ミゲール・ゴンザレス             | チリ         | IBF防衛8                                        |
| 36           | 2021年4月10日  | ☆    | 12R      | 判定3-0  | ジョナタン・ロドリゲス           | メキシコ     | IBF防衛9                                        |
| 37           | 2022年2月26日  | ★    | 12R      | 判定0-3  | フェルナンド・マルティネス       | アルゼンチン | IBF陥落                                         |
| 38           | 2022年10月8日  | ★    | 12R      | 判定0-3  | フェルナンド・マルティネス       | アルゼンチン | IBF世界スーパーフライ級タイトルマッチ           |
| 39           | 2023年6月24日  | ☆    | 5R 2:43  | TKO      | ウィルネル・ソト                 | コロンビア   |                                                 |
| 40           | 2024年2月24日  | ★    | 9R 0:44  | KO       | 井上拓真（大橋）                 | 日本         | WBA世界バンタム級タイトルマッチ                 |
| 41           | 2024年9月22日  | ☆    | 5R       | 失格     | スクパスリード・ポンピタック     | タイ         |                                                 |
| 42           | 2025年1月25日  | ☆    | 2R 2:20  | TKO      | リッチー・メプラナム             | フィリピン   | フィリピンGABスーパーバンタム級王座決定戦       |
| テンプレート |                |      |          |          |                                  |              |                                                 |

## 獲得タイトル
- WBOアジア太平洋スーパーフライ級ユース王座
- フィリピンルソン島バンタム級王座
- IBFパンパシフィックスーパーフライ級王座
- IBF世界スーパーフライ級王座（防衛9）
- フィリピンGABスーパーバンタム級王座